# 南通市民卡
南通市民卡是指由南通市人民政府发放给市民用于办理个人社会事务、享受公共服务的多功能市民卡。目前，南通市民卡由南通市民卡有限公司发行。此卡前身为南通市公共交通总公司发行的南通公共交通卡。
南通市民卡已覆盖南通市内所有公共交通工具，包括南通公交和南通轨道交通。

## 历史
2015年7月31日，南通市人民政府制定《南通市市民卡工程建设总体方案》，并在同年9月21日公布。此方案的发布标志南通市民卡项目正式启动。
2015年12月21日，南通市民卡有限公司由南通畅行科技股份有限公司出资成立。
2015年12月31日，南通市民卡正式发行。记名卡可在原支持住建部交通卡互通体系和交通部互通体系的城市使用，而早期发行的不记名卡仅可在交通部互通体系城市内使用。
2016年1月21日，南通市人民政府制定《南通市民卡管理办法》，并于同年3月1日开始实行。
2021年12月1日，南通市民卡有限公司与南通市人力资源与社会保障局正式推出江苏（南通）一卡通（暨南通市第三代社会保障卡）。此卡集成了交通卡模块，可在全国支持使用异地交通联合卡的327个城市的公共交通工具上使用。

## 卡片种类
目前，南通市民卡分为两类。分别为：
- 市民卡：即由南通市发行的社会保障卡及早期与中国银行南通市分行和南通农商银行联合发行的南通市民卡。此卡记名可挂失，惟电子钱包模块不挂失。此卡支持社会保障卡的社会保障、医疗保险功能，同时附加金融功能和交通功能，可用于支付公共交通车资。[1][7]
- 江苏交通一卡通：不记名，不挂失。此卡可在江苏省内及全国327个支持使用异地交通联合卡的城市的公共交通工具上使用，并享受现时南通市公共交通优惠政策。[1][7]

## 优惠政策
所有种类的南通市民卡均可享受南通市现时公共交通优惠政策。惟早期基于住建部标准发行的南通市民卡不支持在南通轨道交通上使用，需前往南通市民卡服务网点换卡。

### 公共交通优惠
- 普通卡：乘坐南通公交享受7折-9折不等的优惠，乘坐南通轨道交通享受9.5折优惠。
- 学生卡、爱心卡：乘坐南通市区公交享受5折优惠，乘坐南通轨道交通享受5折优惠。
- 长寿卡：免费乘坐南通市区公交、南通轨道交通。
- 优待卡（如皋）：免费乘坐如皋市域公交、南通市区公交、南通轨道交通。
- 通通优卡（拥军卡）：向南通户籍的退役军人或现役军人发放，免费乘坐南通市区公交、南通轨道交通。
- 热血通卡：向南通市持有江苏省无偿献血荣誉证的献血者发放，免费乘坐南通全市公交、南通轨道交通。

由如皋市公共交通公司发行的特殊卡种南通市民卡·如皋在如皋市区和南通市区享受同等待遇。

### 换乘优惠
南通市区内持南通市民卡（包括旧版银行联名卡、第三代社保卡和江苏交通一卡通）刷卡乘坐南通轨道交通或南通公交时，在公交路线和轨道交通路线之间换乘时，在首次刷卡计时后60分钟（含）之内，每次换乘刷卡时的基础票价优惠1元后，按照公共交通优惠扣费。

## 市外使用
所有开启了互联互通模块的南通市民卡均支持异地使用，未开启此功能的市民卡持卡人可前往南通市民卡网点开通此功能。

### 江苏省内
江苏省内所有地级市公交、地铁及部分支持刷卡消费的出租车均支持使用南通市民卡。
其中，南通市、盐城市和泰州市互相签署协议给予对方城市的交通卡优惠。持南通、盐城或泰州任意一市的交通联合卡在通盐泰都市圈内使用同对应城市本地交通卡优惠。
南通市民卡在江苏省内异地使用享受的优惠如下。
| 行业 | 城市           | 折扣         |
| ---- | -------------- | ------------ |
| 公交 | 泰州市（市区） | 7折          |
| 公交 | 兴化市         | 7折          |
| 公交 | 泰兴市         | 9折          |
| 公交 | 靖江市         | 9折          |
| 公交 | 盐城市（市区） | 9折          |
| 公交 | 昆山市         | 9.5折        |
| 地铁 | 南京市         | 9.5折        |
| 其他 | 无锡市（市区） | 享受换乘优惠 |
| 其他 | 苏州市（市区） | 享受换乘优惠 |

除通、盐、泰同城优惠外，上述优惠政策仅供参考，本卡在省内其他城市消费优惠政策以当地公共交通运营企业实际优惠政策为准。

### 全国
南通市民卡支持在全国327个地级以上接入全国交通一卡通互联互通项目的城市（含5个示范区）内刷卡使用，消费优惠政策以当地公共交通运营企业实际优惠政策为准。
2021年前发行的不记名型南通市民卡卡内含有全国城市一卡通互联互通密钥，可在48个接入全国城市一卡通互联互通项目的城市的公共交通工具上互通使用（其中泰州已于2022年11月退出）。

## 外部連結
- 南通市民卡有限公司 （页面存档备份，存于） （简体中文）